# Stephen Donald Hopper
Stephen Donald Hopper (1951 - ) é um botânico australiano, especialista em Biologia da Conservação e em plantas vasculares.
Escreveu oito livros e mais de 200 artigos. Foi diretor do Kings Park em Perth, Austrália Ocidental por sete anos, e CEO dos Jardins Botânicos e Parques da Austrália por cinco. É professor de biologia da Conservação vegetal na Universidade da Austrália Ocidental. Em 2006 foi nomeado Diretor do Royal Botanic Gardens, Kew. É casado e tem filhos.

## Publicações
- stephen Hopper, philippa Nikulinsky. 2008. Life on the Rocks: The Art of Survival. Ilustró Philippa Nikulinsky. 2ª edición reeditada por Fremantle Press, 192 pp. ISBN 192136128X
- philippa Nikulinsky, stephen Hopper. 2006. Soul of the Desert. Ilustró Ph. Nikulinsky. Edición ilustrada de Fremantle Press, 184 pp. ISBN 1921064064
- stephen Hopper. 1996. Gondwanan heritage: past, present, and future of the Western Australian biota. Edición ilustrada de Surrey Beatty & Sons in association with Australian Systematic Botany Society & Kings Park and Botanic Garden, Western Australia, 328 pp. ISBN 0949324663

> Veja também: Anigozanthos manglesii - espécie com subespécie descrita por Hopper.